# Ministère des Finances du Nouveau-Brunswick
Le ministère des Finances (en anglais : Department of Finance) du Nouveau-Brunswick est responsable de la politique budgétaire et fiscale de la province. 
Ce ministère a existé sous une forme ou une autre depuis l'établissement de la colonie du Nouveau-Brunswick, en 1784 
Depuis 2024, le ministre est René Legacy.